# Александров, Сергей Евгеньевич
Серге́й Евге́ньевич Алекса́ндров (род. 29 апреля 1978, Наманган, Узбекская ССР) — казахстанский хоккеист, выступавший на позиции левого нападающего. Завершил карьеру игрока после сезона 2012/2013.

## Карьера
Воспитанник усть-каменогорского хоккея, тренер Анатолий Мелихов. Почти всю свою карьеру провел в составе родного «Торпедо», в 2010—2011 годах — капитан команды. В составе сборной Казахстана участвовал в зимних Олимпийских играх и семи чемпионатах мира. Мастер спорта международного класса.

## Достижения

### Молодёжная сборная Казахстана (до 20 лет)
- Молодёжный чемпионат мира 1995 (Группа С2), г. Таллин — золото
- Молодёжный чемпионат мира 1996 (Группа С), Словения, г. Блед — золото
- Молодёжный чемпионат мира 1997 (Группа В), г. Киев — золото

### Национальная сборная Казахстана
- 1999 г. Азиатские игры, г. Канвондо (Республика Корея) — золото
- 1999 г. Чемпионат мира (1 дивизион), Дания, г. Оденсе — бронза
- 2000 г. Чемпионат мира (1 дивизион), Польша, г. Катовице — серебро
- 2001 г. Чемпионат мира (1 дивизион), Словения, г. Любляна — бронза
- 2002 г. Чемпионат мира (1 дивизион), Нидерланды, г. Эйндховен — бронза
- 2003 г. Азиатские игры, г. Аомори (Япония) — серебро
- 2007 г. Азиатские игры, г. Чанчунь (Китай) — серебро

### В составе клуба «Казцинк-Торпедо»
- 2008 Континентальный кубок по хоккею с шайбой, г. Рига (Латвия) — бронза

### Личные достижения
- 2001—2002 гг. Лучший хоккеист года сборной Республики Казахстан
- 2002 Лучший хоккеист Казахстана 2002 года.